# J.A. Baczewski
J.A. Baczewski – polska marka wódek.

## Historia
W 1782 r. założono pierwszą wytwórnię wódek Baczewskich w Zniesieniu koło Lwowa. W 1834 właściciele otrzymali tytuł Galicyjskiej Krajowej Wytwórni Rosolisów i Likierów. W 1876 r. przyznano tytuł Cesarsko-Królewskiego Dostawcy Dworu i udzielono prawa do używania wizerunku dwugłowego orła. Trunki z fabryki nagradzano na międzynarodowych targach oraz wystawach. Od 1885 r. firmą kierował prawnuk założyciela, Józef Adam Baczewski, od inicjałów imion którego zaczerpnięto nazwę przedsiębiorstwa.
Po zakończeniu I wojny światowej i nastaniu niepodległej II Rzeczypospolitej przedsiębiorstwo współprowadzili i rozwijali wnukowie Józefa: Stefan Baczewski (ur. 1892, syn Leopolda 1859-1924) oraz Adam Baczewski (ur. 1895, syn Henryka 1864-1930). W 1925 r. na wystawie spirytusowej w Londynie przedsiębiorstwo zdobyło większość nagród. Na potrzeby Targów Wschodnich we Lwowie w 1926 r. wybudowano wieżę reklamową, która potem została wykorzystana jako maszt antenowy Polskiego Radia Lwów. W latach 30. utworzono filie przedsiębiorstwa w europejskich miastach.
Po wybuchu II wojny światowej w pierwszych dniach września zabudowania fabryki zostały zbombardowane przez Luftwaffe. Po agresji ZSRR na Polskę z 17 września 1939 własność firmy została splądrowana przez Sowietów. Adam i Stefan Baczewscy zostali aresztowani, a w 1940 r. zamordowani przez NKWD w ramach zbrodni katyńskiej, a ich tożsamość ujawniono na tzw. Ukraińskiej Liście Katyńskiej, opublikowanej w 1994.
W 1956 r. spadkobiercy właściciela odzyskali prawo do znaku towarowego, po czym przy współudziale z krewnym Eduardem Gesslerem podjęli wytwarzanie trunków w oddziale fabryki w Wiedniu. W 2011 r. działalność reaktywowano w Polsce.